# Дюссельдорф-Ангермунд
Ангермунд (нем. Angermund), - самый северный административный район Дюссельдорфа, расположенный на полпути между центрами Дюссельдорфа и Дуйсбурга (каждый из которых находится на расстоянии двенадцати километров). В Ангермунде проживает около 6760 жителей, он занимает площадь 13,29 квадратных километров (оба по состоянию на 31 декабря 2021 года) и расположен в 5-м округе Дюссельдорфа. Ранее независимый муниципалитет в округе Ангерланд, впервые упомянутый в 1188 году в реестре архиепископа Кёльна Филиппа фон Хайнсберга, был включен в состав Дюссельдорфа 1 января 1975 года. Район Ангермунд относится к местной телефонной сети Дуйсбурга и является единственным районом с кодом города (0203), отличным от кода остальной части Дюссельдорфа.
Ангермунд — один из самых богатых районов Дюссельдорфа. Средний годовой доход здесь составляет 66 491 евро (по состоянию на 31 декабря 2007 года).

## Географическое положение
Ангермунд занимает выгодное экономическое положение между крупными Дюссельдорфом и Дуйсбургом, то есть между столицей и промышленным Рурским регионом. Такое выгодное положение усиливается равнинным характером территории и проходящими через район важными железнодорожными магистралями, соединяющими Кёльн с Берлином.
В Дюссельдорфе соседними административными районами являются Виттлар и Калькум. Ангермунд граничит также на востоке с городом Ратинген.

## Общая характеристика
Ангермунд обособлен от остального Дюссельдорфа и носит черты самостоятельного города. Между ним и остальными районами столицы располагаются сельскохозяйственные угодья и природоохранные территории. Самостоятельное экономическое значение давно утрачено и Ангермунд играет роль отдельного, экологически чистого спального района Дюссельдорфа. Кроме того, располагая важными историческими памятниками, он является важным туристским центром северного Дюссельдорфа, усиливающисмя благодаря наличию крупного лесного массива на границе с соседним городом Ратинген.

## Достопримечательности
- Замок Хельторф
- Рыцарская усадьба "Гросс-Винкельхаузен"
- Часовня Губерта
- Старинная мельничная маслодавильня
- Крепость Ангермунд
- Речка Ангербах
- Церковь св. Агнессы
- Улица Графа Энгельберта (Graf-Engelbert-Straße)
- 20 других охраняемых законом памятников архитектуры на 10 из 81 улиц Ангермунда
- Ангермундское озеро (Angermunder See)